# Maqbool Fida Husain

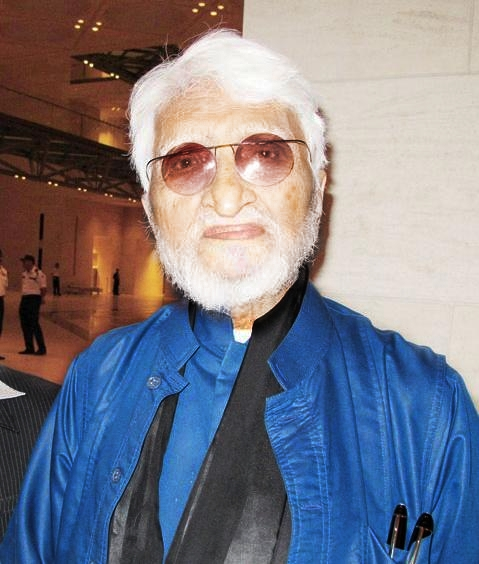
Maqbool Fida Husain

Maqbool Fida Husain (Pandharpur, Maharashtra, 17 september 1915 – Londen, 9 juni 2011) was een van oorsprong Indiase beeldend kunstenaar. Hij was zo'n zeven decennia actief als kunstschilder en werd wel de 'Picasso van India' genoemd. Hij was een van de belangrijkste kunstschilders van India in de 20ste eeuw. Ook maakte hij verschillende films, waarvan één werd bekroond met een Gouden Beer. In de jaren negentig werd Husain een controversiële kunstenaar vanwege zijn schilderijen van naakte godinnen. Rechtszaken en bedreigingen dwongen hem in het buitenland te gaan wonen.

## Loopbaan
In 1935 volgde Husain een opleiding aan de Sir J.J. School of Art in Mumbai. Hij begon zijn loopbaan met het schilderen van bioscoop-borden. Als het even kon schilderde hij daarnaast landschappen. Eind jaren veertig werd Husain, die beïnvloed werd door de expressionistische Duitse kunstenaar Emil Nolde en Oskar Kokoschka, een bekende Oostenrijkse kunstenaar. In 1947 sloot hij zich aan bij de Progressive Artists' group, opgericht door Francis Newton Souza, een avant-gardegroep die de kunst in India naar een internationaal niveau wilde tillen. In 1952 hield hij zijn eerste buitenlandse tentoonstelling in Zürich en in de jaren erna was zijn werk ook in andere Europese landen en Amerika te zien. In 1955 kreeg hij de Indiase staatsprijs Padma Shree. Vanaf het einde van de jaren 1950 en dit bijna een decennium lang waren musici een belangrijk thema in zijn werk. Dit traditionele thema in de Indiase kunst schilderde Husain volgens moderne standaarden en met een kubistische invalshoek. Andere belangrijke onderwerpen in zijn kunst waren vrouwen en paarden.
Na een lange, succesvolle carrière werd zijn werk in 1996 ineens controversieel. In dat jaar publiceerde een Hindi-blad een artikel, waarin zijn schilderijen van naakte Hindoeistische godinnen uit de jaren zeventig hevig werden bekritiseerd. In zijn geboorteland werden in de jaren erna talloze rechtszaken tegen de moslim Husain aangespannen (inmiddels zo'n 900), onder meer op grond van de obsceniteit van de doeken en 'het verstoren van de nationale integriteit'. Hindoe-fanatici maakten Husain ondertussen het leven zuur met fysieke bedreigingen en vandalisme van tentoonstellingen met zijn werk. Er werden grote bedragen uitgeloofd voor degene die zijn hoofd afhakte (51 crore rupees, zo'n 7,9 miljoen euro) of zijn handen (11 lakh rupees oftewel 17000 euro) en iemand anders bood 1 kilo goud aan voor de persoon die Husain's ogen wist uit te steken. In 2006 viel zijn schilderij van India in de gedaante van een naakte moeder-godin (Bhārat Mātā) evenmin erg goed.
In 2006 besloot Husain in Dubai te gaan wonen, in India vertoonde hij zich niet meer. Hier werkte hij onverstoorbaar door, nu aan werk dat de geschiedenis van de Indiase en Arabische beschaving weergaf. Deze schilderijen zullen uiteindelijk in een museum in Doha komen te hangen. In 2010 verleende Qatar hem de Qatarese nationaliteit. Husain accepteerde dit nieuwe paspoort en werd daardoor Qatarees staatsburger.
De Supreme Court van India besliste dat Husain niet vervolgd mocht worden: zijn schilderijen zijn 'kunst'. In zijn beslissing merkte de rechtbank op, dat in veel Indiase tempels erotische beelden te zien zijn.
Ondanks de controverse rondom zijn werk waren en zijn zijn schilderijen zeer gewild. Zijn werk brengt op veilingen tegenwoordig hoge prijzen op. Zo werd in maart 2008 een werk bij Christie's voor 1,6 miljoen dollar afgehamerd.

## Films
In de jaren zestig maakte Husain zijn eerste film, 'Through the Eyes of a Painter'. De documentaire kreeg een Gouden Beer op het Filmfestival van Berlijn in 1967 in de categorie 'korte film'. In 1971 was hij, naast Pablo Picasso speciale gast op de Biënnale van São Paulo. De cineast Husain regisseerde en produceerde naast 'Through the Eyes of a Painter' nog verschillende andere films, zoals'Gaja Gamini' en 'Meenaxi: A Tale of Three Cities'. De laatste film viel niet goed bij zijn geloofsgenoten: de qawwali-song 'Noor-un-Ala-Noor' zou godslasterend zijn. Na protesten van verschillende moslim-organisaties werd de film uit roulatie gehaald.

## Onderscheidingen
Na de toekenning van de Padma Shree in 1955 heeft Husain nog enkele andere prijzen gekregen: Padma Bhushan (1973) en Padma Vibhushan (1991). Toen hij 92 jaar was wilde de Indiase deelstaat Kerala hem de Raja Ravi Varma-award toekennen, hetgeen leidde tot protesten van Hindu-fanatici, die de toekenning aanvochten voor de rechtbank. De prijs was op het moment van Husain's overlijden nog steeds niet uitgereikt.

## Overlijden
Hussain overleed in Royal Brompton Hospital op 9 juni 2011 aan de gevolgen van een hartaanval. Hij was hier drie dagen eerder opgenomen wegens ademhalingsproblemen en slapeloosheid. In de maand voor zijn dood was hij enkele keren eerder in het ziekenhuis geweest. Volgens sommige berichten zou hij in Dubai eerder een hartaanval hebben gehad.